# Tesla (hudební skupina)
Tesla je americká rocková skupina, která vznikla v roce 1981 v Sacramentu pod názvem Earthshaker. Od rokü 1982 vystupovala pod názvem City Kidd a roku 1986 si jej změnila na Tesla. Téhož roku vydala již pod novým názvem své první album Mechanical Resonance. Později vydala několik dalších alb. Jedinými stálými členy kapely jsou Brian Wheat a Frank Hannon.

## Diskografie
Studiová alba
- Mechanical Resonance (1986)
- The Great Radio Controversy (1989)
- Psychotic Supper (1991)
- Bust a Nut (1994)
- Into the Now (2004)
- Forever More (2008)
- Simplicity (2014)
- Shock (2019)